# 金思寅
金 思寅（キム・サイン、1956年 - ）は、大韓民国の詩人、文学評論家。忠清北道の出身。

## 略歴
1956年に忠清北道の報恩郡で生まれる。ソウル大学校の国文科を卒業。現在、同徳女子大学校の教授として在職中である。1982年に「詩と経済」の創刊同人として参加し、詩を書き始めた。
1987年に第6回申東曄創作基金を受け、2005年に第20回現代文学賞、2006年に第14回大山文学賞の詩部門受賞、2007年第1回抒情詩学作品賞を受賞している。
詩集には『夜に書く手紙(밤에 쓰는 편지) 』(チョンサ、1987)、『静かに好む(가만히 좋아하는)』(創批、2006)があり、申哲均と共に写真詩集『暖かいご飯、一膳(따뜻한 밥 한 그릇)』(クンナ、2006)を出版した。この他、林東確と共に5․18民主化運動20周年記念詩選集『夢、ある澄んだ日(꿈 어떤 맑은 날)』(イルム、2000)を出し、『朴常隆を深く読む(박상륭 깊이읽기)』(文学と知性社、2001)も合わせて出版した。